# Ficus trigonata
Ficus trigonata är en mullbärsväxtart som beskrevs av Carl von Linné. Ficus trigonata ingår i släktet fikonsläktet, och familjen mullbärsväxter. Inga underarter finns listade i Catalogue of Life.